# Yuki Okada
Yuki Okada (født 4. oktober 1983) er en tidligere japansk fodboldspiller.
Han har spillet for flere forskellige klubber i sin karriere, herunder Consadole Sapporo og Tochigi SC.